# Gustav Bartholin Hagen
 Gustav Bartholin Hagen (født 12. februar 1873 i København, død 10. maj 1941 på Frederiksberg) var en dansk arkitekt. Han var fader til arkitekten Ole Hagen.
Hagens forældre var komponist Sophus Albert Emil Hagen og Serine Johanne Frederikke Klingsey. Han blev murersvend 1894, dimittent fra Teknisk Skole 1895 og optaget på Kunstakademiet april 1897 (med blandt andre Hack Kampmann som lærer). Han tog afgang maj 1906. Undervejs arbejdede han som assistent hos Christian L. Thuren i 10 år. Han modtog Kunstakademiets stipendium 1909 og rejste i Norditalien året efter.
Han udstillede på Charlottenborg Forårsudstilling 1899-1900, 1902-06, 1909, 1911, 1913-15, deltog i Landsudstillingen i Århus 1909 og udstillede hos Kunstnerforeningen af 18. November (hvor han også var bestyrelsesmedlem) 1921, 1923-24 og 1926-27. Hans tegninger posthumt udstillet på Nordisk Klassicisme 1919-1930, Nikolaj Udstillingsbygning, København 1983. 
G.B. Hagen besad en rig og livlig, om end ikke synderlig dybtgående kunstnerisk sans. Et fremragende arbejde er Olfert Fischers Monument. Den i mange henseender fint og smukt gennemarbejdede Halsskovsskole havde betydning dels som et hovedværk inden for nyklassicismen, dels ved at fastslå aula-typen, uanset et par forløbere i Århus, som Hagen i øvrigt ikke kendte. En anden indsats af Hagen på skolebygningens område var anvendelsen af spindelen – efter Rundetårns forbillede – i stedet for trappe, første gang i Skovshoved.
G.B. Hagen blev gift første gang 12. september 1901 i København med Astrid Gregersen (31. januar 1877 i Kalundborg), datter af mølleriejer Anton Thaastrup Gregersen og Karen Marie Petersen. Ægteskabet blev opløst, og han giftede sig anden gang 25. februar 1911 i København med Karen Sophie Pedersen (1. marts 1884 i Boserup, Toksværd Sogn), datter af handelsmand Lars Pedersen og Kirsten Nielsen. Hans urne findes på Holmens Kirkegård.

## Værker
- Villa BH for guldsmed Bernhard Hertz, Vedbæk Strandvej 322, Vedbæk (1904-08)
- Hovedbygning på Lystrupgård (1907)
- Villa, Østergade 18 i Store Heddinge (1910)

- Administrationsbygning for Københavns Belysningsvæsen, nu VUC, Gothersgade 53/Vognmagergade 8 (1912-13, 1. præmie 1909, sammen med Rolf Schroeder, som fik 3. præmie)
- Vandtårnet i Store Heddinge (efter konkurrence 1912)
- Villa, Gl. Strandvej 240, Humlebæk (1912, senere tilbygget af anden arkitekt)
- Sparekassen for Køge og omegn, Torvet ved Kirkestræde, Køge (indbudt konkurrence 1913-14)
- Sauntegård, hestestald (1914)
- Sauntegård, hovedbygning (1915)
- Broksø, hovedbygning (1915-16)
- Sauntegård, de gule husmandsboliger (1916)
- Sauntegård, kostald (1919)
- Landstedet Ørehøj eller Badminton for direktør G.A. Horneman, Ved Ørehøj 2, Hellerup (1918-19, opdelt i ejerlejligheder 1980 ved Svend Fournais)
- Mindesmærket for Olfert Fischer bag Reformert Kirke (1920)
- Pakhus, Enghave Brygge (1918 – 1920)
- Halskovskolen, Korsør (efter konkurrence 1921)

- Øregård Gymnasium, Gersonsvej, Hellerup (1922-24, efter konkurrence 1920, sammen med Edvard Thomsen, fredet)
- Sparekasse, Algade 11, Store Heddinge (1925, udsmykning af billedhuggeren Mathilius Schack Elo, fredet 2003)
- Gentofte Hovedbibliotek, Øregårds Allé, Hellerup (1929-30, nedrevet)
- Skovshoved Skoles udvidelse (1929-30, sammen med Alfred Brandt)
- Dyssegårdsskolen (en), Dyssegårdsvej, Dyssegård (1929-33, sammen med Alfred Brandt og Carl Schiøtz)
- Næsbyholm (genopført, 1932-33)
- Søndermarksskolen, Hoffmeyersvej 32, Frederiksberg (1932-33)
- Sønderjyllandsskolen, Sønderjyllands Allé 2, Frederiksberg (1939-43, sammen med Ole Hagen, præmieret)
- Damsøbadet, Frederiksberg (1941-43, sammen med Ole Hagen)

### Konkurrencer
- Deltog i over 30 konkurrencer, sidst om Sparekassen i Nyborg (1937, 3. præmie)